# Fredrik Quistbergh
Nils Fredrik Meriadoc Quistbergh, född 23 april 1973 i Stockholm, är en svensk författare och journalist. Han har arbetat som reporter på bland annat Dagens eko, tidningen ETC, Sveriges Television och TV4.
Quistbergh var chefredaktör för Röda Korsets ungdomsförbunds tidning Megafon perioden 2001 till 2005. Under åren 2012 till 2013 var Quistbergh redaktör för TV4:s grupp för grävande journalistik som arbetade för Kalla fakta och TV4-nyheterna. Från år 2018 arbetar Quistbergh på Utbildningsradion. Där verkar han som exekutiv producent och har bland annat jobbat med radiopodden Hjärta och hjärna, TV-serien Seniorsurfarna och frågesportprogrammet Det demokratiska spelet.

## TV-reportage
Fredrik Quistbergh har medverkat som reporter och med research i några uppmärksammade TV-program och -serier:
- Fotbollssyndikatet,[5] TV4:s Kalla fakta och Fotbollskanalen.se 2017.

- Sanningen om Sommerlath, TV4:s Kalla fakta 2010
- Mellan de kungliga lakanen, TV4:s Kalla fakta 2010
- Hemlös, SVT2 2009
- Millenniummiljonerna, Uppdrag granskning, SVT 2008
- Journalistklubbarna, Mediemagasinet, SVT 2001.
- EU-journalistik - för makten eller medborgarna?, Mediemagasinet, SVT 2001.
- Britney & Co, UR:s programserie Ramp om medier, SVT 2002
- Klassresan, UR:s programserie Ramp om medier, SVT 2001.
- Etiska Fonder, Kalla fakta, TV4, 1996

## Priser och utmärkelser
- Guldmedalj vid New York Festivals Television & Film Awards[6] 2012 i klassen History & society för dokumentären A Royal Nazi Secret.[7]
- Bronsmedalj vid New York Festivals Television & Film Awards 2018[8] i klassen Sports coverage för dokumentären Agents in the Game.[9][10]
- Sveriges Tidskrifters utmärkelse Årets tidskrift 2002 för Megafon.[11][12]

- TV-priset Kristallen 2011 i klassen Årets granskning för reportagen i Sanningen om Sommerlath.
- Nöjesguidens pris 2009 för bästa Stockholmsmedia för TV-serien Hemlös.[13]
- Bronsmedalj vid New York festivals Film and TV Awards[14] 2022 i kategorin underhållande program med utbildande inriktning för TV-serien Seniorsurfarna (Oldies online), säsong 2.
- Bronsmedalj vid New York Festivals Radio Awards 2021 i klassen Education Podcast för radiopodden Hjärta & Hjärna[15]
- Radioakademiens pris Guldörat 2020 i kategorin Årets radioprogram[16] för Hjärta & Hjärna.[17]